# Gemeinsame Bibliothek des Zentrums für Kunst und Medien und der Staatlichen Hochschule für Gestaltung Karlsruhe
Die gemeinsame Bibliothek des Zentrums für Kunst und Medien (ZKM) Karlsruhe und der Staatlichen Hochschule für Gestaltung (HfG) Karlsruhe ist eine Museums- und Hochschulbibliothek mit Schwerpunkt auf zeitgenössischer Kunst und verwandten Disziplinen. Der Bestand deckt ein breites Themenspektrum ab: Medienkunst und -theorie, Kunstwissenschaft, Philosophie, Film, Fotografie, Produkt- und Grafikdesign, Szenographie, Architektur, kuratorische Theorie und Praxis, Darstellende Kunst, Theater, elektroakustische Musik und Literatur sowie zahlreiche Künstlermonografien und Ausstellungskataloge. Die Bibliothek ist offen und systematisch aufgestellt, so dass der gesamte Bestand vor Ort genutzt werden kann. Die Benutzung der Bibliothek steht allen Interessierten offen, die Ausleihe ist jedoch bestimmten Nutzergruppen vorbehalten.

## Statistische Angaben
| DBS-Kennzahl | Beschreibung                            | 2020   | 2021   | 2022   | 2023   |
| ------------ | --------------------------------------- | ------ | ------ | ------ | ------ |
| 4            | Entleihende Benutzer                    | 277    | 281    | 298    | 319    |
| 6            | Öffnungstage im Jahr                    | -      | 213    | 292    | 290    |
| 16           | Benutzerarbeitsplätze                   | 39     | 39     | 39     | 39     |
| 18+38+62     | Bestand physische Medien                | 79.048 | 83.228 | 88.844 | 93.398 |
| 113.1        | Bestand E-Books                         | 570    | 597    | 645    | 1012   |
| 167          | Entleihungen physische Einheiten gesamt | 21.747 | 16.847 | 17.709 | 14.540 |
| 176          | Bibliotheksbesuche                      | 3.621  | 2.037  | 5.162  | 4.516  |
| 177          | Benutzerschulungen in Stunden           | 20     | -      | -      | 20     |
| 178          | Teilnehmer an Benutzerschulungen        | 25     | -      | -      | 155    |

Quelle: Deutsche Bibliotheksstatistik (DBS), variable Abfrage 2020–2023

## Sonderbestände und Nachlässe (Auswahl)

### Futurismus-Bibliothek von Ingo Bartsch
Die Futurismus-Bibliothek wurde 2010 von Eva Haustein-Bartsch, der Ehefrau von Ingo Bartsch, nach dessen Tod dem ZKM als Schenkung übergeben. Innerhalb von drei Jahren wurde die Sammlung vollständig erschlossen und ist heute in einem separaten Bereich der Bibliothek aufgestellt. Die Sammlung umfasst ca. 1.000 Titel, die Ingo Bartsch im Rahmen seiner Forschungen zum Futurismus, insbesondere zum italienischen Futurismus, zusammengetragen hat. Neben Büchern enthält die Sammlung Broschüren, Sonderdrucke und Artikel, Poster, Dokumentationsmappen, Musik- und Videokassetten, CDs und LPs.

### Nachlassbibliothek von Reinhard Döhl
Die Nachlassbibliothek von Reinhard Döhl, die dem ZKM zwischen 2005 und 2020 übergeben wurde, umfasst eine umfangreiche Auswahl von Titeln aus seiner Arbeits- und Privatbibliothek. Der Bestand enthält Primär- und Sekundärliteratur, die Döhls wissenschaftliches Interesse an der Erforschung des Verhältnisses von Literatur und (digitalen) Medien sowie sein innovatives Schaffen widerspiegeln. Darüber hinaus enthält der Nachlass eine umfangreiche Sammlung von Ephemera sowie Ausstellungskataloge, Schriftenreihen wie „rot“, „futura“ und „schritte“ und Döhls eigene Werke, darunter Hörspiele, Theaterstücke und Essays.

### Zeitschriftensammlung von Hugo Gernsback
Die Bibliothek des ZKM besitzt eine Sammlung von ca. 120 Zeitschriften der Ausgabenreihen „Science and invention“, „Practical electrics“, „Radio news“, „The experimenter“, „Amazing stories“, „Radio-craft“ und „Science and mechanics“ aus den Jahren 1916 bis 1948, welche vom Begründer der modernen Science-Fiction-Literatur Hugo Gernsback herausgegeben wurden.

### Nachlassbibliothek von Norbert Schneider und Jutta Held
Die Bibliothek des Kunsthistorikerehepaares Norbert Schneider und Jutta Held umfasst ca. 15.000 Bände und ist eine klassische Kunsthistorikerbibliothek mit den wichtigsten Grundlagen- und Nachschlagewerken ihrer Zeit. Der Schwerpunkt der Bibliothek liegt im Bereich der Malerei der Frühen Neuzeit, spiegelt aber auch die breit gefächerten Forschungsinteressen der beiden Kunsthistoriker wider. Besondere Highlights sind einige Raritäten aus den Bereichen der Goya-Forschung sowie der philosophischen Ästhetik. Für eine Fachbibliothek ungewöhnlich hoch ist der Anteil an Bänden aus benachbarten Disziplinen wie Philosophie, Soziologie, Geschichte, Politikwissenschaft, Kultur- und Alltagsgeschichte sowie der Bestand an Zeitschriften und grauer Literatur aus dem Bereich der linken Kunst-, Kultur- und Theoriegeschichte.

### Zeitschriftensammlung „Whole Earth Catalog“
Die Whole Earth Zeitschriften sind eine Reihe von Publikationen, die von Stewart Brand herausgegeben wurden und sich auf Themen wie Ökologie, Umweltschutz, Selbstversorgung und Technologie konzentrierten. Der „Whole Earth Catalog“ war das ursprüngliche Magazin, das zwischen 1968 und 1971 erschien und sich an die amerikanische Gegenkultur richtete. Aus dieser Zeitschrift gingen verschiedene Ableger hervor, darunter „CoEvolution Quarterly“, „Whole Earth Software Catalog and Review“ und „Whole Earth Review“, die sich jeweils auf bestimmte Themen wie Ökologie, Technologie und Kunst konzentrierten. Die Zeitschriften waren für ihre ausführlichen Artikel und Rezensionen bekannt und richteten sich an eine fachfremde, aber gut ausgebildete Leserschaft. Die letzte gedruckte Ausgabe der „Whole Earth Review“ erschien 2002. Das ZKM besitzt eine umfangreiche Sammlung von Ausgaben der Whole Earth Zeitschriften, darunter eine nahezu vollständige Serie des „CoEvolution Quarterly“ (1974–1984) und des „Whole Earth Review“ (1985–2002) sowie eine Auswahl von Ausgaben des „Whole Earth Catalog“ (1970–1998).